# Пам'ятник Леніну (Львів)
Пам'ятник Леніну у Львові містився на проспекті Свободи перед Оперним театром з 1952 по 1990 рік. Мав вигляд камерної напівфігури на високому гранітному постаменті, що символізував трибуну.

## Історія

Відкриття пам'ятника Леніну. 20 січня 1952 року

У червні 1941 року розпочалась підготовка до встановлення пам'ятника В. Леніну. Серед проєктантів було близько 10-ти скульпторів з Києва, Одеси та Львова (серед львів'ян — Юзеф Стажинський та М. Внук). Його мали завершити до 1942 року, але відкриття відбулося через 12 років.
20 січня 1952 року пам'ятник був відкритий перед входом до театру опери та балету у присутності 100 тисяч львів'ян. Автором пам'ятника був скульптор С. Меркуров, у здійсненні проєкту брали участь архітектори В. Шарапенко та С. Француз. У 1959 році центральна вулиця міста отримала назву проспекту Леніна.
Цей пам'ятник був демонтований з санкції місцевої влади 14 вересня 1990 року у присутності понад 50 тисяч громадян. Бронзову фігуру було пізніше розплавлено і використано для спорудження у Львові пам'ятника Жертвам комуністичних злочинів. Після демонтажу пам'ятника Леніну виявилося, що він був збудований на надгробних плитах з єврейського кладовища та плитах з поховань вояків УГА та УСС. Гранітні плити постаменту було звезено у подвір'я Львівськоï академіï мистецтв, де протягом наступних місяців львів'яни відбивали від них кавалки на сувеніри.

## В культурі
1954 року художник Іван Прийдан написав картину «Відкриття пам'ятника В. І. Леніну у Львові».
Пам'ятник знайшов відображення у віршах А. Шмигельського «Пам'ятник Леніну у Львові» та О. Байгушева «На площади — Ленин».